# El vengador de California
El vengador de California (en italiano: Il segno del Coyote, El signo del Coyote) es una película del oeste dirigida por Mario Caiano, en coproducción entre Italia y España, que se estrenó el 11 de mayo de 1963. Basada en el personaje de El Coyote creado por José Mallorquí.

## Argumento
En la recién anexionada California las autoridades yankis, encabezadas por el gobernador Parker, discriminan e intentan despojar a la población hispana local. César de Echagüe, que pertenece a una antigua familia de rancheros, finge ser un petimetre cobarde, aunque en realidad lucha contra la injusticia bajo la identidad secreta de el Coyote. La supuesta actitud pusilánime de César avergüenza a su prometida, Leonor, hasta que el Coyote la salva de un complot del malvado Parker y le revela su verdadera identidad.

## Reparto
- Fernando Casanova: César de Echagüe / el Coyote
- María Luz Galicia: Leonor Acevedo
- Mario Feliciani: gobernador Parker
- Arturo Dominici: juez Clemens
- Giulia Rubini: Beatriz
- Jesús Tordesillas: padre de César de Echagüe
- Maruja Tamayo: madre de César de Echagüe
- Paola Barbara: madre de Leonor
- Piero Lulli: Lenny
- Nadia Marlowa: Lupita
- Giuseppe Fortis: Wilkes
- José Marco: capitán Grey
- Félix Fernández: Don Goyo
- Andrea Scotti: Hijo de Don Goyo
- Miguel Del Castillo: Julian
- María Carmen Encalado: Rocío
- Santiago Rivero: Dr. Valdez
- Luis Rivera: médico militar
- Alfonso Rojas: sargento
- Porfirio Tamayo: coronel
- José Villasante: ciudadano
- Román Ariznavarreta: Lenny Henchman (no acreditado)